# NGC 2681
NGC 2681 (również PGC 24961 lub UGC 4645) – galaktyka spiralna z poprzeczką (SB0-a), znajdująca się w gwiazdozbiorze Wielkiej Niedźwiedzicy. Odkrył ją William Herschel 17 marca 1790 roku. Jest to galaktyka aktywna z jądrem typu LINER.